# Cepphis megamede
Cepphis megamede là một loài bướm đêm trong họ Geometridae.